# Jun'ya Suzuki
Jun'ya Suzuki (鈴木 準弥?, Suzuki Jun'ya; Numazu, 7 gennaio 1996) è un calciatore giapponese, difensore dello Yokohama FC.

## Caratteristiche tecniche
È un difensore che gioca prevalentemente come terzino destro, anche se, all'occorrenza, può essere schierato sia come esterno destro di centrocampo, sia come difensore centrale. Con il suo piede destro si è dimostrato capace di essere un buon battitore di calci di punizione e di rigori. Quando si propone per andare a rete si rivela abile nel tiro di testa, nonostante i suoi soli 1.76 m di altezza.

## Statistiche

### Presenze e reti nei club
Statistiche aggiornate all'8 dicembre 2024.
| Stagione               | Squadra                | Campionato             | Campionato | Campionato | Coppe nazionali | Coppe nazionali | Coppe nazionali | Coppe continentali | Coppe continentali | Coppe continentali | Altre coppe | Altre coppe | Altre coppe | Totale | Totale | Totale |
| Stagione               | Squadra                | Comp                   | Pres       | Reti       | Comp            | Pres            | Reti            | Comp               | Pres               | Reti               | Comp        | Pres        | Reti        | Pres   | Reti   |        |
| ---------------------- | ---------------------- | ---------------------- | ---------- | ---------- | --------------- | --------------- | --------------- | ------------------ | ------------------ | ------------------ | ----------- | ----------- | ----------- | ------ | ------ | ------ |
| feb.-giu. 2018         | Aalen                  | 3L                     | 2          | 0          | -               | -               | -               | -                  | -                  | -                  | -           | -           | -           | 2      | 0      |        |
| 2019                   | Fujieda MYFC           | J3                     | 29         | 3          | -               | -               | -               | -                  | -                  | -                  | -           | -           | -           | 29     | 3      |        |
| 2020                   | Blaublitz Akita        | J3                     | 33         | 2          | CG              | 2               | 0               | -                  | -                  | -                  | -           | -           | -           | 35     | 2      |        |
| gen.-lug. 2021         | Blaublitz Akita        | J2                     | 20         | 1          | CG              | 1               | 0               | -                  | -                  | -                  | -           | -           | -           | 21     | 1      |        |
| Totale Blaublitz Akita | Totale Blaublitz Akita | Totale Blaublitz Akita | 53         | 3          |                 | 3               | 0               |                    | -                  | -                  |             | -           | -           | 56     | 3      |        |
| lug.-dic. 2021         | FC Tokyo               | J1                     | 8          | 0          | CdL             | 2               | 0               | -                  | -                  | -                  | -           | -           | -           | 10     | 0      |        |
| 2022                   | FC Tokyo               | J1                     | 4          | 0          | CG+CdL          | 0+5             | 0               | -                  | -                  | -                  | -           | -           | -           | 9      | 0      |        |
| gen.-giu. 2023         | FC Tokyo               | J1                     | 1          | 0          | CG+CdL          | 1+2             | 0               | -                  | -                  | -                  | -           | -           | -           | 4      | 0      |        |
| Totale FC Tokyo        | Totale FC Tokyo        | Totale FC Tokyo        | 13         | 0          |                 | 10              | 0               |                    | -                  | -                  |             | -           | -           | 23     | 0      |        |
| lug.-dic. 2023         | Machida Zelvia         | J2                     | 17         | 1          | CG              | 0               | 0               | -                  | -                  | -                  | -           | -           | -           | 17     | 1      |        |
| 2024                   | Machida Zelvia         | J1                     | 24         | 1          | CG+CdL          | 1+2             | 0               | -                  | -                  | -                  | -           | -           | -           | 27     | 1      |        |
| Totale Machida Zelvia  | Totale Machida Zelvia  | Totale Machida Zelvia  | 41         | 2          |                 | 3               | 0               |                    | -                  | -                  |             | -           | -           | 44     | 2      |        |
| 2025                   | Yokohama FC            | J1                     | 0          | 0          | CG+CdL          | 0               | 0               | -                  | -                  | -                  | -           | -           | -           | 0      | 0      |        |
| Totale carriera        | Totale carriera        | Totale carriera        | 138        | 8          |                 | 16              | 0               |                    | -                  | -                  |             | -           | -           | 154    | 8      |        |

## Palmarès

### Club

#### Competizioni nazionali
- J3 League: 1

Blaublitz Akita: 2020

### Nazionale
- Universiade: 1

2017